# Carlos Altamirano Sánchez
Carlos Altamirano Sánchez (Guayaquil, 15 de noviembre de 1926) es un poeta guayaquileño.

## Biografía
Carlos Altamirano Sánchez nació en Guayaquil el 15 de noviembre de 1926.  se fue Santiago Altamirano Freile, de Tungurahua , y su madre, Delia Sánchez Rodríguez, de Pelileo . 
En 1954, su exprofesor Alfonso Aguilar Ruilova le consiguió un trabajo como periodista en El Universo, al que renunció poco después para participar en el Congreso Mundial de la Juventud en Polonia, al que finalmente no asistió.  En 1955, Sergio Román Armendáriz publicó una antología de poesía titulada 33 Poemas Universitarios, que incluía 3 de los poemas de Altamirano Sánchez: "6 am"  , "Sueño Profético" y "Equivocación de Dios".  En 1959 enseñó literatura en el Colegio Nacional Juan Bautista Aguirre.  Volvió a trabajar para El Universo en 1957 y 1959.  En 1963 se unió al Comité Editorial de El Universo, y también lo eligió su secretario.  En 1964 dejó de trabajar para el periódico y se dedicó a vender boletos de lotería en la calle para ganarse la vida.  En 1965, su amigo Galo Martínez Merchán le consiguió un trabajo en el periódico El Tiempo, pero solo tuvo 3 boletines publicados antes de ser cancelado, por lo que comenzó a trabajar como reportero para el periódico vespertino La Razón.  En 1966 fue elegido miembro de la Sección de Medios de Comunicación Masiva de la sucursal de la Casa de la Cultura Ecuatoriana en Guayaquil.  En 1967 fundó la Unión Nacional de Periodistas, una entidad que duró hasta 1970. 
En 1967 se mudó a Chicago con la esperanza de vivir un sueño, pero pronto se dio cuenta de la dura realidad para los latinos que viven en los Estados Unidos. Allí trabajó en el Club de la Universidad de Chicago.  Escribió una novela titulada Puercos y Ratas sobre la miserable vida para los latinos en los Estados Unidos. La novela aún no se ha publicado.
Regresó a Guayaquil en 1968 y comenzó a trabajar como reportero para La Razón.  En 1971 viajó a Panamá con otros periodistas ecuatorianos para cubrir el regreso del exilio de Asaad Bucaram.  En 1978 fue a trabajar para la Asociación de Prensa Ecuatoriana de Pedro Iglesias Caamaño, donde permaneció hasta 1985, cuando la agencia fue cerrada debido a la muerte de su director. 
En 1991, después de 40 años sin publicar poesía, publicó el libro "Lamento de un Soñador". 
Desde hace algunos años Altamirano Sánchez se ha quedado completamente ciego.

## Vida personal
Estaba casado con Jeaneth Noboa Hidalgo y tuvo 4 hijos. 

## Obras
- "Hijo Imperfecto" (1946)
- "Paralelo 38" (1950) - Medalla de oro ganadora del Concurso de Poesía Borja Lavayen
- "Danza de una queja" (1963)
- "Exhumación" (1977) coescrita con Ricardo Vasconcelos.
- "Lamento de un soñador" (1991)